# Девід Майкл Летт
Девід Майкл Летт (David Michael Latt; нар. 28 травня 1966) — американський кінопродюсер, кінорежисер, сценарист і кіноредактор .

## Біографія
Летт займається кінематографом з початку 1990-х. У 1992 році дебютував як режисер з кінокомедією «Фантазія рок-н-ролу» .
У 1997 році став одним із співзасновників кіностудії The Asylum. З початку 2005 року компанія, орієнтована на низькобюджетні фільми — мокбастери . Першим подібним фільмом став «Війна світів» Герберта Уеллса, в якому Летт був режисером. Стрічка є мокбастером Війни світів Стівена Спілберга, який зняли у тому ж році.
З початку 2000-х працював як сценарист та редактор. Він також відповідальний за спецефекти багатьох фільмів. Як продюсер, Летт брав участь у понад 200 постановках.
З 1994 року він одружений з актрисою Кім Літтл.

## Вибіркова фільмографія
Продюсер 
- 2006: Прокляття Дракули
- 2006: 666: Дитина
- 2006: Пірати острова скарбів
- 2007: Наутилус: Повелитель океану
- 2007: Трансморфери
- 2007: Я — Омега
- 2008: День, коли Земля зупинилася 2 — Атака роботів
- 2008: 2012: Судний день
- 2008: 100 мільйонів до н. е.
- 2008: Війна світів 2 — Наступна хвиля
- 2009: Мегаакула проти гігантського восьминога
- 2009: Принцеса Марса
- 2010: Мобі Дік: Полювання на монстра
- 2010: Мегапіранья
- 2010: Сім пригод Синдбада
- 2010: Метеорний апокаліпсис
- 2011: Битва за Лос-Анджелес
- 2011: 11/11/11
- 2011: Привид у Салемі
- 2011: Mega Python vs. Gatoroid
- 2012: Повітряне зіткнення
- 2012: Білосніжка братів Грімм
- 2012: Атака двоголової акули
- 2012: Нацисти в центрі Землі
- 2012: Авраам Лінкольн проти зомбі
- 2012: Бігфут
- 2013: Епоха динозаврів — терор в Лос-Анджелесі
- 2013: Акулячий торнадо
- 2013: Атлантичний рубіж
- 2013: Джек — вбивця велетнів
- 2014: Помпеї: Апокаліпсис
- 2014: Акулячий торнадо 2 (Sharknado 2: Другий, телефільм)
- 2014: Літак проти вулкану
- 2014: Астероїд проти Землі
- 2015: Пов'язана
- 2015: Месники: Грімм
- 2015: Акулячий торнадо 3
- 2016: Акулячий торнадо 4: Пробудження
- 2017: Акулячий торнадо 5: Глобальне роїння
- 2017: Атака п'ятиголової акули
- 2017: Гео-катастрофа
- 2018: Атака шестиголової акули

Режисер
- 1997: Вбивці
- 1999: Дикі квіти
- 2002: Вбивці 2: Звір
- 2003: Вбивця-опудало
- 2005: «Війна світів» Герберта Уеллса

Сценарист
- 2003: Вбивця-опудало
- 2005: Король втраченого світу
- 2005: «Війна світів» Герберта Уеллса
- 2006: Скарб Да Вінчі
- 2007: Апокаліпсис
- 2008: Монстр
- 2008: Храм черепів
- 2009: Відлік Єрусалиму